# Aughinish (Galway Bay)
Aughinish (irisch Each Inis,dt. „Pferdeinsel“) ist eine 1,568 km² große Insel und ein Townland in der Galway Bay im nördlichen County Clare, Irland. Die Insel kam trotz des (äußerst schmalen) Verbindungsdammes zur Halbinsel Cloosh im County Galway nicht zum County Galway. Zuvor war es eine Gezeiteninsel ((englisch Tidal Island).
Wegen seiner Abgeschiedenheit behalten Reste von Landeinteilungen und Ortsnamen ihre alte Form. Jedes Viertel (Ceathru) umfasst etwa 30 ha und alle Felder und Gassen tragen irische Namen. Nahe dem südwestlichen Ufer, in Ceathrü an Tobair (der Brunnen Carrowntobair) befinden sich nördlich der Kirche die Ruinen der Aughinish Church. Bereits in den 1830er Jahren untergrub das Meer ihre Fundamente. Schon damals war die Tür in der Südwand bei Flut unzugänglich. Etwa 50 Meter nordöstlich der Kirche liegen die Fundamente eines doppelten Clocháns (Steinhütte) mit einem Kriechloch, das die runden Räume verbindet.

## Literatur

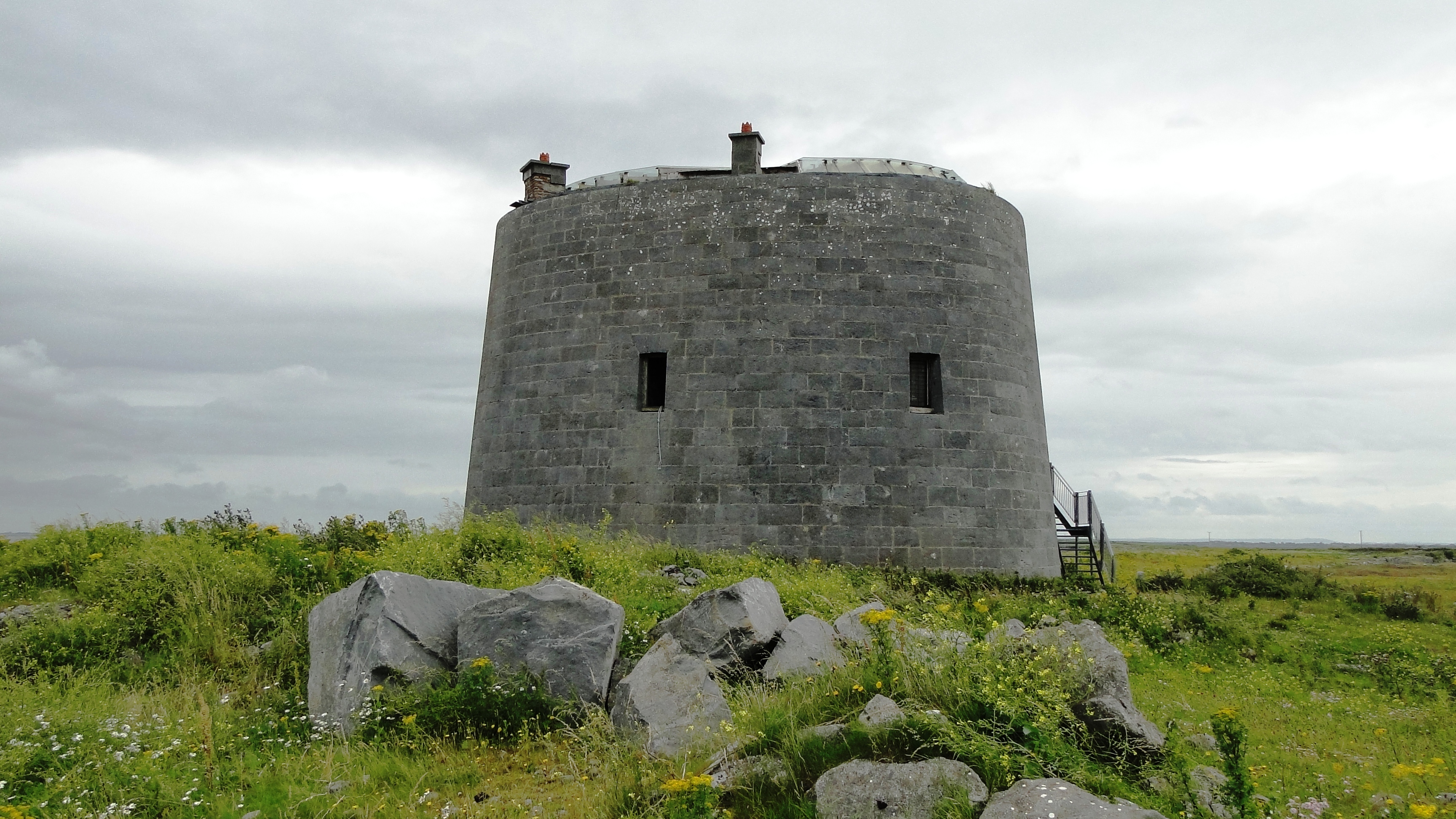
Aughinish Tower